# Diecezja Obuasi
Diecezja  Obuasi – diecezja rzymskokatolicka w Ghanie. Powstała w 1995.

## Biskupi diecezjalni
- Thomas Mensah (1995 –  2008)
- Gabriel Justice Yaw Anokye (2008 – 2012)
- John Yaw Afoakwa (od 2014)